# Paul McNally (astrónomo)
Paul A. McNally (15 de octubre de 1890 - 4 de marzo de 1955) fue un astrónomo y científico estadounidense, sacerdote jesuita y decano de la Escuela de Medicina de la Universidad de Georgetown.

## Primeros años
McNally, nacido en Filadelfia, Pensilvania, era uno de los siete hijos de Charles McNally y de Martha (Tully) McNally. Se educó en escuelas parroquiales y a continuación ingresó en el Seminario de San Carlos Borromeo, siendo ordenado sacerdote católico en 1914.
Continuó sus estudios en la Universidad de California en Los Ángeles, doctorándose en astronomía en la Universidad de Fordham (Nueva York) en 1926. Incorporado a los departamentos de astronomía y de física de la facultad de Fordham, y a continuación a la Universidad de Boston, fue elegido miembro de la Real Sociedad Astronómica en 1929.

## Director del Observatorio de Georgetown
En 1928 recibió una propuesta para ser director del Observatorio de Georgetown, sucediendo al reverendo jesuita Edward C. Phillips. McNally inició su trabajo en la Universidad de Georgetown con un equipamiento bastante rudimentario, observando ocultaciones y buscando campos de Herschel utilizando un telescopio refractor de 12" de montura ecuatorial. Más adelante, se añadieron dos cámaras astrográficas de 3" del tipo Ross, centrándose entonces el observatorio en la investigación de eclipses solares. McNally fotografió el eclipse total en Fryeburg (Maine), en 1932, obteniendo una mención por su trabajo en la reunión anual de la Sociedad Fotográfica de Londres.  Participó en expediciones para observar eclipses solares patrocinadas por la National Geographic Society a Siberia en 1936; a la Isla Kanton en 1937; y a Patos, Brasil, en 1940.

## Administrador
Tras el estallido de la Segunda Guerra Mundial, McNally se encargó de coordinar las actividades de los departamentos de ciencia de la Universidad de Georgetown orientados al esfuerzo bélico, sirviendo de enlace con el gobierno de los Estados Unidos. Su éxito en este puesto facilitó su posterior nombramiento como jefe de recaudación de fondos para un nuevo hospital de la Universidad de Georgetown en 1945, convirtiéndose más adelante en vicepresidente de la institución. En 1946 fue nombrado decano de la Escuela de Medicina de la Universidad de Georgetown y rector.

## Enfermedad y muerte
McNally desarrolló una enfermedad de las arterias coronarias, y en 1952 sufrió el primero de varios infartos de miocardio. En consecuencia, tuvo que dejar el decanato, siendo sucedido por Francis M. Forster.  McNally murió en marzo de 1955 con 64 años de edad, dejando a medias un proyecto para organizar en Georgetown un programa para graduados en físicas.

## Eponimia
- El cráter lunar McNally lleva este nombre en su memoria.[6]